# فولکس‌واگن ای‌ای۴۸۹ جابجاکننده مبنا
فولکس‌واگن ای‌ای۴۸۹ جابجاکننده مبنا (Volkswagen EA۴۸۹ Basistransporter) خودرویی است که در سال‌های ۱۹۷۵ تا ۱۹۷۹در هانوور، آلمان و مکزیک تولید شده‌است. 
این خودرو در کلاس وسیله نقلیه تجاری قرار گرفته و طراحی آن موتور جلو و خودرو محور جلو بوده طول آن در حالت طبیعی ۴٬۰۶۴ میلیمتر (۱۶۰٫۰ اینچ) است. سیستم جعبه‌دندهٔ آن ۴ دنده به صورت دستی است.